# Minuartia recurva
Minuartia recurva là loài thực vật có hoa thuộc họ Cẩm chướng. Loài này được (All.) Schinz & Thell mô tả khoa học đầu tiên năm 1907.